# Васине Лазе
45°18′ пн. ш. 17°43′ сх. д. / 45.30° пн. ш. 17.71° сх. д.
Васине Лазе (хорв. Vasine Laze) — населений пункт у Хорватії, у Пожезько-Славонській жупанії у складі міста Пожега.

## Населення
Населення за даними перепису 2011 року становило 29 осіб.
Динаміка чисельності населення поселення:

## Клімат
Середня річна температура становить 10,95 °C, середня максимальна – 25,31 °C, а середня мінімальна – -5,61 °C. Середня річна кількість опадів – 827 мм.
| Клімат поселення                              | Клімат поселення | Клімат поселення | Клімат поселення | Клімат поселення | Клімат поселення | Клімат поселення | Клімат поселення | Клімат поселення | Клімат поселення | Клімат поселення | Клімат поселення | Клімат поселення | Клімат поселення |
| Показник                                      | Січ.             | Лют.             | Бер.             | Квіт.            | Трав.            | Черв.            | Лип.             | Серп.            | Вер.             | Жовт.            | Лист.            | Груд.            |                  |
| Середній максимум, °C                         | 6,91             | 8,34             | 12,80            | 17,30            | 22,12            | 25,31            | 24,47            | 23,97            | 19,98            | 14,74            | 9,21             | 5,01             |                  |
| Середня температура, °C                       | 0,66             | 2,06             | 6,53             | 11,04            | 15,86            | 19,04            | 20,95            | 20,45            | 16,45            | 11,22            | 5,68             | 1,48             |                  |
| Середній мінімум, °C                          | −5,61            | −4,2             | 0,26             | 4,77             | 9,59             | 12,78            | 17,42            | 16,91            | 12,92            | 7,69             | 2,15             | −2,06            |                  |
| Норма опадів, мм                              | 52               | 50               | 52               | 65               | 76               | 101              | 75               | 72               | 62               | 73               | 82               | 67               |                  |
| Середньомісячна швидкість вітру, м/с          | 1.84             | 2.12             | 2.42             | 2.34             | 2.11             | 1.93             | 1.90             | 1.74             | 1.73             | 1.78             | 1.85             | 1.92             |                  |
| Середньомісячна сонячна радіація, кДж/м²·день | 4343             | 7090             | 10925            | 15281            | 19344            | 21333            | 22310            | 20289            | 14950            | 9297             | 4915             | 3636             |                  |
| --------------------------------------------- | ---------------- | ---------------- | ---------------- | ---------------- | ---------------- | ---------------- | ---------------- | ---------------- | ---------------- | ---------------- | ---------------- | ---------------- | ---------------- |
| Джерело:                                      |                  |                  |                  |                  |                  |                  |                  |                  |                  |                  |                  |                  |                  |